# Praia (concelho)
Praia – jedno z dwudziestu dwóch concelhos w Republice Zielonego Przylądka. Położone jest na wyspie Santiago. Ponad 90% ludności concelho Praia mieszka w jej stolicy. W concelho Praia znajduje się tylko jedna parafia, Nossa Senhora da Graça.

## Miejscowości
- Praia
- São Francisco
- São Jorginho
- São Martinho Grande
- São Martinho Pequeno
- Trindade

## Historia
Concelho Praia jest jedną z najstarszych jednostek administracyjnych w Republice Zielonego Przylądka, powstało bowiem w XVIII wieku.

## Demografia
| Populacja Praia (1940—2010) | Populacja Praia (1940—2010) | Populacja Praia (1940—2010) | Populacja Praia (1940—2010) | Populacja Praia (1940—2010) | Populacja Praia (1940—2010) | Populacja Praia (1940—2010) | Populacja Praia (1940—2010) |
| --------------------------- | --------------------------- | --------------------------- | --------------------------- | --------------------------- | --------------------------- | --------------------------- | --------------------------- |
| 1940                        | 1950                        | 1960                        | 1970                        | 1980                        | 1990                        | 2000                        | 2010                        |
| 18208                       | 17179                       | 24872                       | 39911                       | 57748                       | 71276                       | 106348                      | 131602                      |